# Екстраліга (Спідвей)
Speedway Ekstraliga - найвищий в ієрархії клас ліги спідвею в Польщі, заснований у 1999 році замість аматорської першої ліги.Змагання в його рамках проводяться циклічно - починаючи з сезону 2000 року - за коловою системою (з сезону 2005 року з фазою плей-офф ), призначена для найкращих польських спідвейних клубів . Переможець Екстраліги одночасно стає чемпіоном Польщі, а найслабша команда вилітає до першої ліги .
У 2000–2006 роках лігою керувала Польська автомобільна асоціація ( Центральна комісія спідвейного спорту ), а з 21 лютого 2007 року — Ekstraliga Żużlowa . До участі в змаганнях допускаються лише клуби з професійним статусом (тобто діючі у формі акціонерного товариства чи спортивного акціонерного товариства ).

## Назви лігі
- CenterNet Mobile Speedway Ekstraliga (2008–2010)
- Speedway Ekstraliga (2011)
- Enea Ekstraliga (2012–2014)
- PGE Ekstraliga (2015–2023)[1]

## Формат
Сезон складається з двох частин: основного раунду (кругова система коли кожна команда з кожною іншою командою змагається вдома та на виїзді) та фінального раунду (широко відомого як плей-оф ). У рамках основного раунду проходить 14 раундів (по 4 матчі в кожному) - 7 у 1-му етапі та 7 у 2-му (відповідному) етапі. Команда отримує 2 очки за перемогу, 1 очко за нічию і 0 очок за поразку. У другому етапі  краща команда за сукупністю матчів отримує т.зв бонусний бал . 
(наприклад:
матч 
Команда 1 50:40 Команда 2
матч-відповідь
Команда 2 55:35 Команда 1
Сума двох матчів 85:95 тому  бонусний отримує Команда 2) 
Перші 6 команд у фінальній таблиці основного раунду виходять у фінальний раунд (плей-офф). Перший раунд фази плей-офф складається з 3 матчів та 3 матчів-відповідей. Їхні переможці та найкраща команда серед тих  що програли, потраплять до півфіналу, де вони також гратимуть у тому самому форматі в сумі 4 матчі . Їх переможці виходять у фінал, де змагатимуться за звання командного чемпіона польщі зі спідвею , а програвші їдуть матч за 3 місце. Остання команда підсумкової таблиці змагань вилітає до 1-ї ліги.

## Історія
Створення Екстраліги тісно пов'язане з перетворенням "старої" 1 спідвейної ліги (аматорської) у професійні змагання (професійну лігу). Всі клуби, які бажали в ньому взяти участь, повинні були змінити свій правовий статус і перетворитися з асоціацій в акціонерні товариства (АТ) або спортивні акціонерні товариства (САТ). Створення Екстраліги також було пов'язане зі скороченням кількості команд-учасниць вищої ліги з 10 до 8. Першим чемпіоном Екстраліги стала «Полонія» Бидгощ  .
8 травня 2008 року головним спонсором Екстраліги став оператор мобільного зв'язку Mobilking, а з 4 серпня 2008 року титульним спонсором ліги став CenterNet (що передбачало зміну назви змагання з CenterNet Mobile Speedway Ekstraliga ). Контракт закінчився в кінці сезону 2010 року. У сезоні 2011 Екстраліга не мала основного спонсора. У 2012–2013 роках у лізі було 10 команд. Після сезону 2013 повернувся восьмикомандний склад. У 2012–2014 роках Екстраліга була спонсорована енергетичним концерном Enea і в ті роки ліга називалася Enea Ekstraliga . З сезону 2015 року титульним спонсором є PGE Polska Grupa Energetyczna .
У 2017–2019 роках «Унія Лешно» стала першою командою, яка тричі поспіль виграла чемпіонат, а в сезоні 2020 року додала до своїх досягнень ще один чемпіонський титул, четвертий поспіль . У 2021 році було підписано угоду про продовження титульного спонсорства PGE до кінця сезону 2023 року .

### 2000–2004 роки
Перші п'ять сезонів правила змагань залишалися незмінними. Після основного раунду (14 раундів) лігу було поділено на дві групи - перша  (за участю команд з 1 по 4 місця) і друга (за участю команд з 5 по 8 місця). Кожна з груп знову їхали матчі проти кожної з команд своєї групи (вдома та на виїзді).

### 2005 рік
Перші зміни в правилах були введені в сезоні 2005 року. Було використано бонусне очко, британської ліги . Команда, яка виграла два матчі з тієї самою командою під час основного раунду, отримує додаткове очко до таблиці. Це означало, що команда, яка програла матч (до кінця змагань), продовжувала боротьбу за найменшу поразку, щоб у матчі-реванші боротися за бонусне очко. Раунд плей-офф, відомий до 2000 року, також повернувся, хоча й дещо змінений. Команди з 3–6 місць після основного раунду грали чвертьфінальні поєдинки, у півфіналах на переможців чекали дві найкращі команди в основному раунді. Однак ця система не спрацювала, оскільки команди 1-2 і 7-8 мали тривалу перерву в матчах, яка знизила їхні шанси проти команд, які їхали у чверть-фіналі.

### 2006 рік
Сезон 2006 року приніс революційні зміни. Відповідно до принципу Європейського Союзу про вільне пересування працівників, ринок був відкритий для громадян інших країн. До 2006 року в різних сезонах кількість іноземців у матчі обмежувалась одним або двома. З 2006 року командам дозволено підписувати будь-яку кількість іноземних гравців. Проте було залишено правило, що лише два  учасники Гран-прі можуть представляти команду в матчі.
Залишилоя правило про бонусний бал . Однак від плей-офф відмовилися, а в останньому раунді ліга була розділена на дві групи .

### 2007 рік
Сезон 2007 року принесли додаткові значні зміни. Це був перший сезон повністю професійної ліги. Змагання взяло на себе Ekstraliga Żużlowa Sp. z o. o Правила вибору чемпіона змінилися, і інноваційна формула плей-офф яка раніше ніде не використовувалася.Це те що приніс 2007 рік. Після основного раунду шість кращих команд виходили до фінального раунду, але цього разу всі шість команд грали з чвертьфіналу (1-ша з 6, 2 з 5 і 3 з 4). Команди-переможці і команда, що програла, з найменшою різницею очок, вийходять до пів-фіналу. У пів-фінальних парах 1A-1B і 2A-3A (де A це переможець пів-фіналу, B це переможений півфіналу, а цифри вказують порядок у «таблиці» переможців і переможених).
Таблиця заїздів також змінилася (невелика модифікація в порядку пар). Проте найбільшими змінами в матчі є введення золотого тактичного резерву (Джокера) при поразці у 10 очок або більше.

### 2008 рік
Головним спонсором Екстраліги в сезоні 2008 року став оператор мобільного зв'язку Mobilking, а титульним спонсором CenterNet . Також були внесені незначні зміни в регламент Екстраліги щодо дат проведення перенесених матчів.

### 2009 рік
Найважливішою зміною перед сезоном 2009 року було скасування золотого тактичного резерву (Джокера) .

### 2010–2013 роки
На конференції PZM у листопаді 2010 року було внесено кілька змін до Екстраліги.KSM був представлений у сезоні 2011 року, тоді як у 2012–2013 роках Екстраліга складалася з десяти команд. У кожній команді повинні були бути чотири польські гонщики, включно з двома юніорами (u21). Лише один гонщик циклу Гран-прі мав право їздити в складі команди. Це правило викликало багато суперечок і було скасовано після сезону 2012 року.
З розширенням ліги до десяти команд змінилася і формула плей-офф. Чотири кращі команди після основного раунду виходили до цієї фази змагань. Перший раунд плей-офф грався навхрест (тобто 1 з 4 і 2 з 3). За виживання в Екстралізі боролися команди, які займали 9-10 місця після основного раунду.

### 2014 рік
З сезону 2014 у Екстралізі знову 8 команд.Серед інших змін цього сезону: нові екіпірування команд-учасниць Екстраліги, єдиний регламент для всіх ліг, літня перерва в липні, а також оголошення розкладу номінованих заїздів (14 та 15 заїждів) шляхом їх розміщення на спеціальному магнітному табло. Крім того, з цього сезону також організовуються Індивідуальні міжнародні чемпіонати Екстраліги, в яких беруть участь найкращі гонщики ліги за середнім показником очків за один заїзд.

### 2015–2018 роки
У 2015 році новим титульним спонсором ліги стала PGE Polska Grupa Energetyczna. У 2017 році було введено обмеження на кількість ліг, у яких може брати участь гонщик Екстраліги одночасно – він має право стартувати в Екстралізі, своїй національній лізі та ще одній іноземній лізі. Таке рішення було мотивоване тим, що через те, що гонщики за один сезон виступали в чотирьох-п'яти лігах, виникли проблеми з термінами проведення матчів. Також було введено обов'язковий моніторинг погоди на стадіонах, які були обладнані станціями спостереження за погодними умовами з доступом до Інтернету. З сезону 2018 року в матчевому складі команди під 8 або 16 номером може з'явитися запасний гравець, який може замінити в матчі спідвеїстів під номерами 1-5 або 9-13. Такому гравцеві може бути максимум 23 роки. Якщо він польської національності і має 21 рік або менше, він також може замінити юніорів (6-7 або 14-15).

### 2019 рік
Станом на сезон 2019 Eleven Sports став другим телевізійним партнером. Це дозволило транслювати всі матчі Екстраліги.

### 2020 рік
У 2020 році була введена нова таблиця заїздів, яка відрізняється від попередньої головним чином тим, що лідери однієї команди частіше змагаються з кращими спідвеїстами команди-суперниці, а гравці т.зв. «другої лінії» з другою лінією суперника . Через пандемію COVID-19 початок ліги перенесли на 12 червня, а гонки спочатку проходили без уболівальників.

### 2021 рік
Найважливішою зміною в регламенті стало введення положення про те, що кожна команда повинна мати в складі на матч хоча б одного гравця віком до 24 років . У сезоні 2021 року в деяких матчах (хоча спочатку в планах передбачалося впровадження цієї новинки для всіх матчів)використовувалася телеметрія для вимірювання, серед іншого, точний час заїзду для кожного учасника, що мало полегшити рефері прийняття рішень у разі рівного перетину фінішної лінії двома гонщиками. Телеметрія також показує такі параметри, як час реакції або швидкість гравця в певний момент.

### 2022 рік
У серпні 2021 року було прийнято рішення про заснування U24 Екстраліги - змагання команд, що складаються з гонщиків віком до 24 років, чий середній показник в Екстралізі в попередньому сезоні не перевищував 1.400 очок за заїзд (початкові плани передбачали в середньому 1.500). Заявка команди в цю лігу є обов'язковою для кожного клубу екстра-ліги. Крім того, кожна команда повинна мати мінімум вісім гравців віком до 24 років. З сезону 2022 телеметрія доступна на всіх матчах Екстраліги. Також були внесені незначні зміни в бокси для гравців. У березні 2022 року Польська автомобільна асоціація вирішила вигнатиросійських спідвеїстів з польських ліг через вторгнення Росії в Україну.

## Телевізійні Трансляції
Першим телебаченням, яке транслювало ігри Екстраліги зі спідвею в прямому ефірі, був Wizja Sport у 2000–2001 роках. Після закриття телеканалу в 2002 році трансляції матчів перевели на канал Polsat Sport . У той час, як Polsat Sport транслював матчі Екстраліги, трансляції матчів показували також на TV Puls . Polsat Sport транслював матчі Екстраліги до 2007 року. З 2008 року телевізійним партнером Ekstraliga Żużlowa була Telewizja Polska . Він транслював вибрані матчі на каналах TVP Sport, iTVP та TVP Info . Співпраця з Telewizja Polska завершилася із закінченням сезону 2012 року. У сезоні 2013 і 2014 Екстраліга транслювалася на платформі nc+ і на TVN Turbo . З сезону 2015 по сезон 2018 трансляції велися лише на платформі nc+. З сезону 2019 Екстраліга транслюється на Canal+ (раніше nc+) і Eleven.

### Права на трансляцію за межами Польщі
- TV10
- SportKlub.

## Список медалістів

### Медалісти
| Сезон               | Золото                   | Срібро                   | Бронза                    |  |
| ------------------- | ------------------------ | ------------------------ | ------------------------- |  |
| Ekstraliga          |                          |                          |                           |  |
| 2000                | Polonia Bydgoszcz        | TS Polonia Piła          | Pergo Gorzów Wielkopolski |  |
| 2001                | Apator Toruń             | WTS Wrocław              | Polonia Bydgoszcz         |  |
| 2002                | Polonia Bydgoszcz        | Unia Leszno              | WTS Wrocław               |  |
| 2003                | Włókniarz Częstochowa    | Apator Toruń             | Polonia Bydgoszcz         |  |
| 2004                | Unia Tarnów              | WTS Wrocław              | Włókniarz Częstochowa     |  |
| 2005                | Unia Tarnów              | Polonia Bydgoszcz        | Włókniarz Częstochowa     |  |
| 2006                | WTS Wrocław              | Włókniarz Częstochowa    | Polonia Bydgoszcz         |  |
| Speedway Ekstraliga |                          |                          |                           |  |
| 2007                | Unia Leszno              | Unibax Toruń             | WTS Wrocław               |  |
| 2008                | Unibax Toruń             | Unia Leszno              | ZKŻ Zielona Góra          |  |
| 2009                | ZKŻ Zielona Góra         | Unibax Toruń             | Włókniarz Częstochowa     |  |
| 2010                | Unia Leszno              | ZKŻ Zielona Góra         | Unibax Toruń              |  |
| 2011                | ZKŻ Zielona Góra         | Unia Leszno              | Stal Gorzów Wielkopolski  |  |
| 2012                | Unia Tarnów              | Stal Gorzów Wielkopolski | Unibax Toruń              |  |
| 2013                | ZKŻ Zielona Góra         | Unibax Toruń             | Unia Tarnów               |  |
| 2014                | Stal Gorzów Wielkopolski | Unia Leszno              | Unia Tarnów               |  |
| 2015                | Unia Leszno              | WTS Wrocław              | Unia Tarnów               |  |
| 2016                | Stal Gorzów Wielkopolski | KS Toruń                 | ZKŻ Zielona Góra          |  |
| 2017                | Unia Leszno              | WTS Wrocław              | Stal Gorzów Wielkopolski  |  |
| 2018                | Unia Leszno              | Stal Gorzów Wielkopolski | WTS Wrocław               |  |
| 2019                | Unia Leszno              | WTS Wrocław              | Włókniarz Częstochowa     |  |
| 2020                | Unia Leszno              | Stal Gorzów Wielkopolski | WTS Wrocław               |  |
| 2021                | WTS Wrocław              | Speedway Lublin          | Stal Gorzów Wielkopolski  |  |
| 2022                | Speedway Lublin          | Stal Gorzów Wielkopolski | Włókniarz Częstochowa     |  |
| 2023                |                          |                          |                           |  |

| Місце | Клуб                     | Золото | Срібло | Бронза | Разом |
| ----- | ------------------------ | ------ | ------ | ------ | ----- |
| 1.    | Unia Leszno              | 7      | 4      | –      | 11    |
| 2.    | ZKŻ Zielona Góra         | 3      | 1      | 2      | 6     |
| 3.    | Unia Tarnów              | 3      | –      | 3      | 6     |
| 4.    | WTS Wrocław              | 2      | 5      | 4      | 11    |
| 5.    | KS Toruń                 | 2      | 5      | 2      | 9     |
| 6.    | Stal Gorzów Wielkopolski | 2      | 3      | 4      | 9     |
| 7.    | Polonia Bydgoszcz        | 2      | 1      | 3      | 6     |
| 8.    | Włókniarz Częstochowa    | 1      | 1      | 4      | 6     |
| 9.    | Speedway Lublin          | 1      | 1      | –      | 2     |
| 10.   | TS Polonia Piła          | –      | 1      | –      | 1     |